# Ameromyzobia aphelinoides
Ameromyzobia aphelinoides är en stekelart som beskrevs av Girault 1916. Ameromyzobia aphelinoides ingår i släktet Ameromyzobia och familjen sköldlussteklar. Inga underarter finns listade i Catalogue of Life.